# Kohlhiesels Töchter (1920)
Kohlhiesels Töchter ist eine deutsche Filmkomödie von Ernst Lubitsch aus dem Jahr 1920. Der Stummfilm mit Henny Porten in einer Doppelrolle basiert auf dem gleichnamigen Bauernschwank.

## Handlung
Der Film spielt in den bayerischen Alpen. Der Dorfwirt Mathias Kohlhiesel hat zwei Töchter, die er beide verheiraten möchte. Für die hübsche Gretel sollte dies nicht schwierig sein, die hässliche und kratzbürstige Liesel dagegen dürfte nur schwerlich einen Bräutigam finden. Vater Mathias erlaubt deshalb nur eine Heirat von Gretel, sobald Liesel unter der Haube ist. Die beiden Burschen Peter und Paul sind beide in Gretel verliebt. Peter ist ein Draufgänger, während Paul sehr schüchtern ist. Doch der intelligente Paul überzeugt Peter davon, dass nach einer Hochzeit mit der hässlichen Liesel sogleich auch eine Scheidung folgen könne. Damit wäre der Weg für Peter wieder frei für eine Beziehung zu Gretel. Peter heiratet also Liesel. Doch Liesel erweist sich als eine sehr angenehme Ehefrau. Sorgsam widmet sie sich ihrem Ehemann, doch dieser erwidert dies nur mit Grobheiten, um schnell wieder geschieden zu werden. Liesel ist zunächst enttäuscht vom Eheleben und entschließt sich zur Wandlung. Aus der einst hässlichen Liesel entwickelt sich eine ebenso attraktive Frau wie ihre Schwester Gretel. Mit der Veränderung Liesels wird schließlich auch Peter zum liebevollen Ehemann. An Scheidung ist nun nicht mehr zu denken. Somit ist auch für Paul der Weg frei und er darf seine geliebte Gretel heiraten.

## Hintergrund
Der Bauernschwank um zwei ungleiche Schwestern ist an William Shakespeares Der Widerspenstigen Zähmung angelehnt. Die Bauten dieses von der Messter-Film GmbH für die UFA produzierten Films stammen von Jack Winter, die Kostüme entwarf Hans Baluschek. Die Dreharbeiten fanden im Januar/Februar 1920 in Grainau bei Garmisch-Partenkirchen sowie im Ufa-Studio in Berlin-Tempelhof statt. Die Uraufführung des Films war am 9. März 1920 im Ufa-Palast am Zoo in Berlin. Er war kommerziell erfolgreich und wurde Lubitschs populärstes Filmlustspiel in Deutschland.
Im Tonfilm-Remake von 1930 spielte Henny Porten unter der Regie von Hans Behrendt erneut die ungleichen Schwestern.
Die Geschichte erfuhr in den folgenden Jahrzehnten weitere Neuverfilmungen:
- 1943 unter der Regie von Kurt Hoffmann mit Heli Finkenzeller.
- 1955 unter dem Titel Ja, ja, die Liebe in Tirol mit Carla Hagen und Doris Kirchner
- 1962 unter der Regie von Axel von Ambesser mit Liselotte Pulver
- 1978 als Softporno unter dem Titel Das Wirtshaus der sündigen Töchter
- 1979 wiederum als Pornofilm unter dem Titel Kohlpiesels Töchter

## Kritiken
Der Kritiker Herbert Ihering war 1920 der Ansicht, dass das auf der Bühne unerträglich süßlich-neckische Bauernlustspiel gefilmt an Grazie und Witz gewinne, und bezog sein Lob ausdrücklich auch auf die Porten, deren Darstellungen gegenüber er sonst eher abgeneigt war.

„Von dem später berühmten "Lubitsch-Touch" ist in diesem kurzen Film noch nichts zu spüren, vielmehr gilt die Devise: je gröber der Gag, um so sicherer die Lacher.“